# Glasgow Mathematical Journal
Glasgow Mathematical Journal is een internationaal, aan collegiale toetsing onderworpen wetenschappelijk tijdschrift op het gebied van de wiskunde. De naam wordt in literatuurverwijzingen meestal afgekort tot Glasgow Math. J. Het wordt uitgegeven door Cambridge University Press en verschijnt 3 keer per jaar. Het eerste nummer verscheen in 1958.